# Karma (álbum de Egregor)
Karma es el álbum debut y editado de forma independiente por la banda Egregor  publicado el 16 de mayo de 2015 

## Canciones del álbum
- Shunyata
- Inflexión
- Karma
- Ilumina
- Awen
- Ritual
- Metamorfosis
- Máscara
- Sideral
- La Luz de Oscuros Recuerdos

## Leyenda
Karma… todo lo conllevan nuestras decisiones, nuestros pensamientos, nuestros actos 
 El fluir profundo, puro y divino de la acción y reacción, sin bien, sin mal 
 Lo que me rodea, parte de lo que me forma y completa, lo que soy capaz de crear… 
 Es mi Karma… nuestro dulce Karma

## Datos
- Grabado/ mezclado por Ripo, en Ripo Estudios, Arica – Chile, Guitarrista de la Banda
- Masterizado por Maciej Dawidek en Nova Studios, Polonia.
- Arte Disco por Pablo Rebolledo